# 남원초등학교 (전북)
남원초등학교(南原初等學校)는 대한민국 전북특별자치도 남원시에 있는 공립 초등학교로, 이 학교는 아직 대한제국 시대 말기였던 1910년 4월 15일에 전북남원소학교로 처음 개교되었다.

## 학교 연혁
- 1910년 4월 15일 : 남원심상소학교 설립인가
- 1945년 11월 10일 : 남원국민학교로 개교 (초대 국상술 교장)
- 1996년 3월 1일 : 남원초등학교로 교명 변경
- 1998년 5월 20일 : 체육관(일신관) 준공
- 2004년 12월 31일 : 본관 증개축 공사 준공
- 2009년 2월 28일 : 전북 최우수 녹색학교 지정
- 2011년 3월 1일 : 전라북도교육청 혁신학교 선정
- 2011년 3월 1일 : 한국문화예술교육진흥원 예술꽃씨앗학교 지정
- 2012년 2월 14일 : 제64회 졸업식(졸업생 12,968명)
- 2012년 3월 1일 : 교육복지우선지원학교 선정
- 2012년 9월 1일 : 제23대 조내화 교장 취임

## 참고 자료
- 남원초등학교 - 한국교육학술정보원 학교알리미